# Smetanova Lhota
Smetanova Lhota (en allemand : Smetana Lhota) est une commune du district de Písek, dans la région de Bohême-du-Sud, en Tchéquie. Sa population s'élevait à 277 habitants en 2020.

## Géographie
Smetanova Lhota se trouve à 9 km au sud-est de Mirovice, à 17 km au nord-nord-ouest de Písek, à 28 km au sud-sud-est de Příbram et à 75 km au sud-sud-ouest de Prague.
La commune est limitée par Čimelice et Nevězice au nord, par Varvažov à l'est, par Ostrovec au sud-est, par Cerhonice au sud-est et par Mirotice et Rakovice à l'ouest.

## Histoire
La première mention écrite du village date de 1384.

## Transports
Par la route, Smetanova Lhota se trouve à 20,5 km de Písek, à 71 km de České Budějovice et à 107 km de Prague.